# Sonic Highways
Sonic Highways är Foo Fighters åttonde fullängdsalbum. Det släpptes den 10 november 2014 och producerades av Butch Vig, som även ligger bakom Nirvanas Nevermind.

## Låtlista
| Nr           | Titel                                                                 | Längd |
| ------------ | --------------------------------------------------------------------- | ----- |
| 1.           | Something from Nothing (featuring Rick Nielsen)                       | 4:49  |
| 2.           | The Feast and the Famine (featuring Peter Stahl och Skeeter Thompson) | 3:50  |
| 3.           | Congregation] (featuring Zac Brown)                                   | 5:12  |
| 4.           | What Did I Do? / God as My Witness (featuring Gary Clark, Jr.)        | 5:44  |
| 5.           | Outside (featuring Joe Walsh)                                         | 5:15  |
| 6.           | In the Clear (featuring the Preservation Hall Jazz Band)              | 4:04  |
| 7.           | Subterranean (featuring Ben Gibbard)                                  | 6:08  |
| 8.           | I Am a River (featuring Tony Visconti och Kristeen Young)             | 7:09  |
| Total längd: | Total längd:                                                          | 42:03 |

## Musiker
- Dave Grohl – sång, bakgrundssång, kompgitarr, akustisk gitarr
- Pat Smear – kompgitarr, sologitarr
- Nate Mendel – elbas
- Taylor Hawkins – trummor, bakgrundssång
- Chris Shiflett – sologitarr